# Jibou
Jibou (en romanès: [ʒiˈbow]; en hongarès: Zsibó [ˈƷiboː]; en alemany: Siben; en yiddish: זשיבוי) és una ciutat del comtat de Sălaj, Transsilvània (Romania).El 2011 tenia 10.407 habitants. Jibou inclou la ciutat pròpiament dita i altres quatre pobles: Rona (hongarès: Szilágyróna), Cuceu (Kucsó), Husia (Hosszúújfalu) i Var (Szamosőrmező).
Jibou és a 25 km al nord-est de la capital del comtat de Zalău; els dos estan units per la carretera nacional DN1H i la carretera comarcal DJ108A, així com per ferrocarril. Els seus principals atractius són l'antic castell de Wesselényi, el jardí botànic Vasile Fati i els banys termals.

## Geografia
Jibou es troba a la part nord-est del comtat de Sălaj, a la riba esquerra del riu Someș, a la seva confluència amb el riu Agrij. La travessa el paral·lel 47° 16′ N i el meridià 23° 15′ E.

## Història

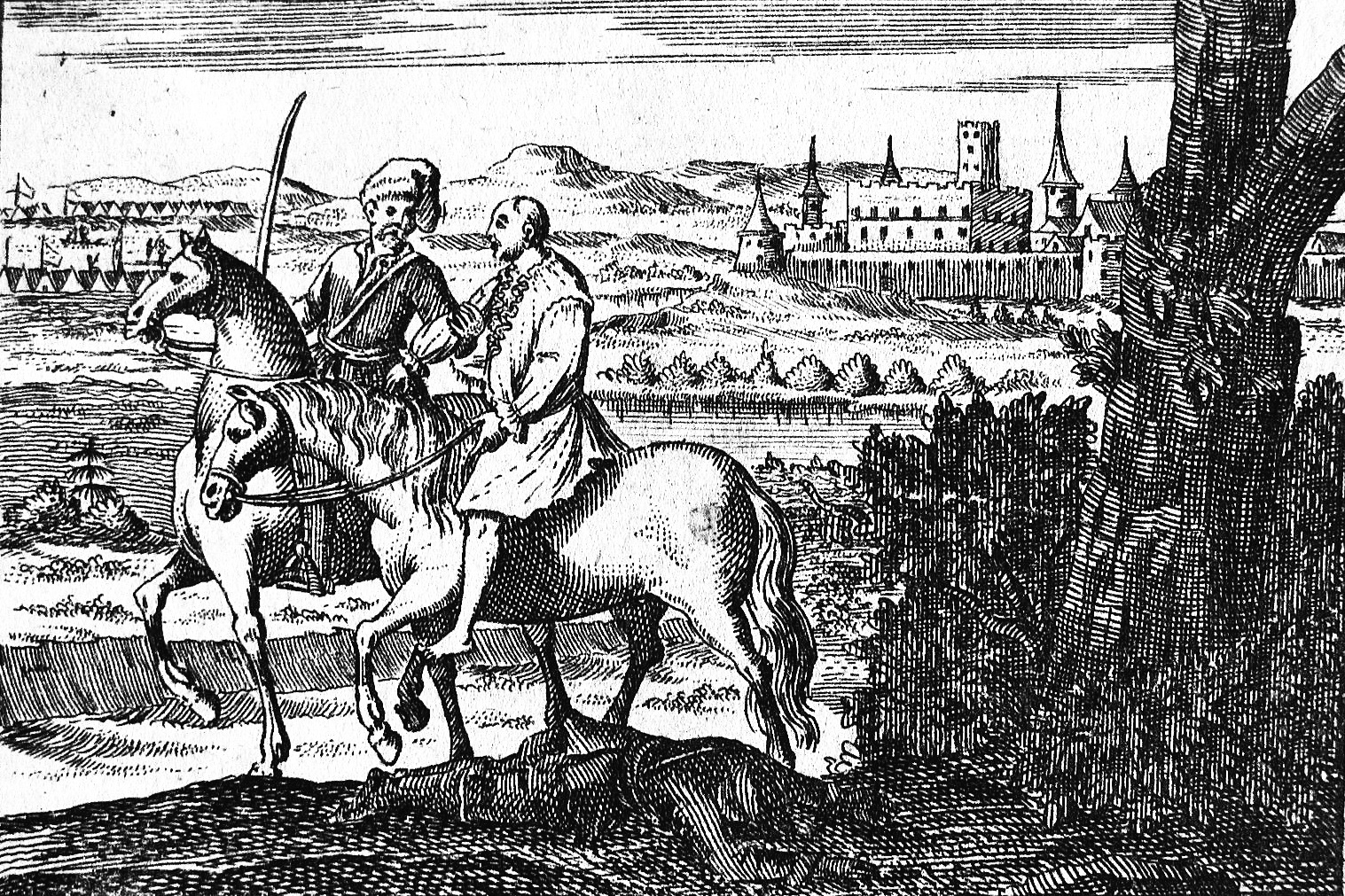
Jibou durant la batalla de 1705

La primera atestació documental de Jibou data del 1205, amb el nom de Chybur. Entre els molts noms que portava Jibou hi ha els títols villa (ciutat) el 1219 i oppidum (ciutat fortificada) el 1564, que atesten la importància de la localitat de l'època. Probablement Jibou és més antic que la seva primera atestació documental, ja que la via romana que connectava la castra de Tihău amb la de Porolissum passava pel seu límit. Les altres localitats components es van assenyalar una mica més tard: Rona el 1338, Cuceu el 1388, Husia el 1405 i Var el 1469. El desenvolupament de Jibou va continuar a l'època medieval, però va patir invasions turques com les de 1610 i 1665.
Jibou és ben conegut per la seva participació en la rebel·lió de Kurucz (1703-1711) (vegeu la batalla de Zsibó) contra el govern dels Habsburg. La família Wesselényi va tenir un paper important en l'evolució de Jibou, que hi va construir un castell el 1584; avui només es conserven traces de la fundació. La construcció de l'actual castell, el complex barroc més gran de Transsilvània, començar el 1778 i va durar més de 30 anys. El representant més destacat d'aquesta família va ser el baró Miklós Wesselényi Jr., que va viure entre el 1796 i el 1850. Va lluitar per l'alliberament dels serfs, sent considerat el líder de l'oposició reformista de la noblesa hongaresa, que lluitava contra el conservadorisme de la monarquia dels Habsburg.

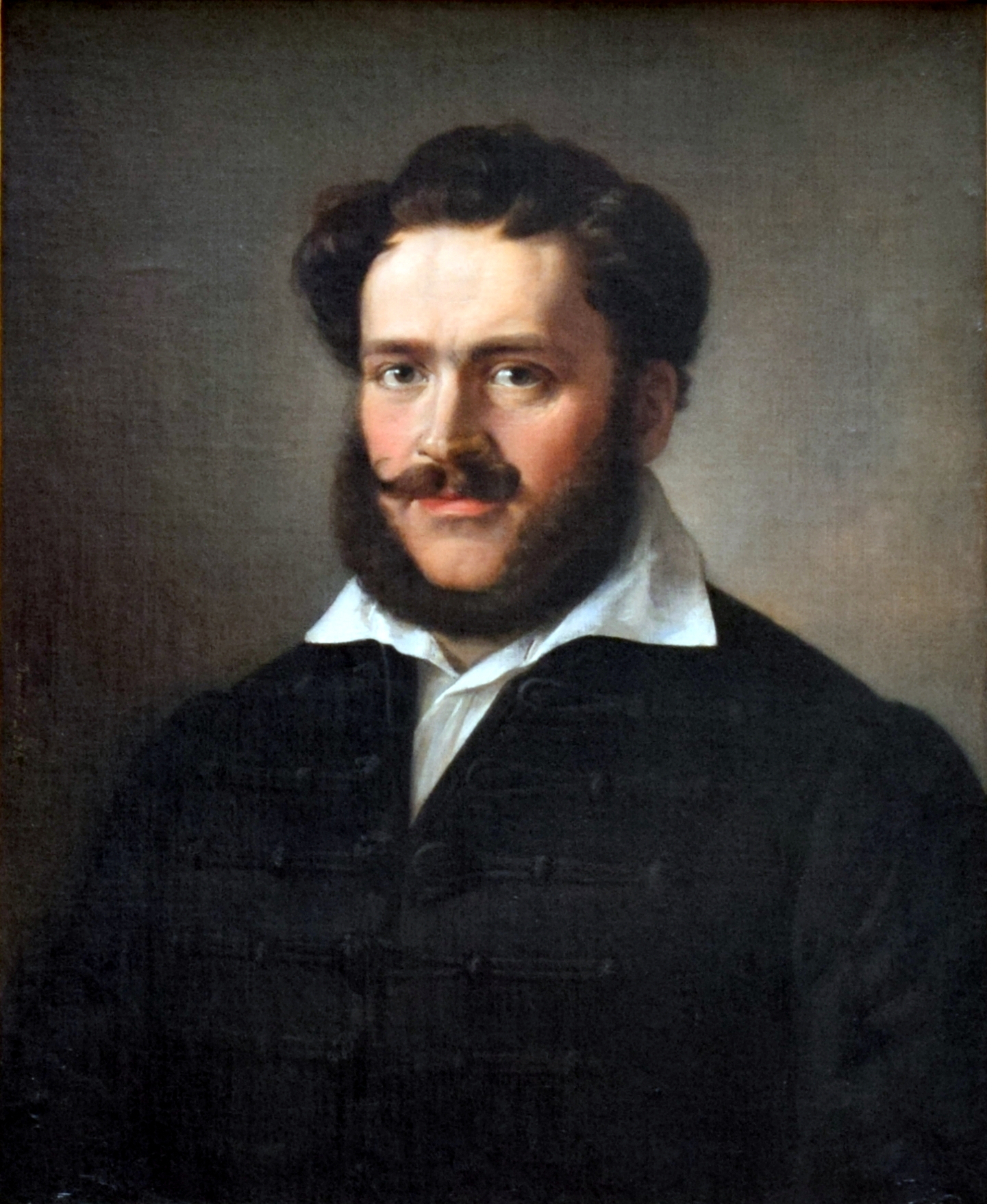
L'evolució de Jibou va estar estretament lligada al nom de l'estatista hongarès Miklós Wesselényi.

El 1781, el seu pare, Miklós Wesselényi Sr., entra en conflicte amb el canceller aulic Johan Haller, el seu veí de Gârbou. El 16 d'octubre de 1781, amb un exèrcit de 540 persones, armat "alguns amb rifles, la majoria amb gerres, forquilles de ferro, garrots" i 12 fora de la llei (en romanès: haiduci), Miklós Wesselényi apareix a Gârbou, agafant per sorpresa a Haller, que no esperava aquest gest. Com a resultat d'aquest conflicte, Haller envia a Wesselényi a judici per sis delictes: "blasfèmia, jurament tort, amenaça contra incendis, desafiament a un duel, infestació i detenció de funcionaris reials, pertorbant la seguretat pública". El procés es resol només al cap de tres anys, quan el mateix emperador Josep II, fill de Maria Teresa, condemna Wesselényi a diversos anys de presó a Kufstein.
L'últim exèrcit revolucionari quaranta-vuit d'Europa, format per uns 8.000 soldats comandats pel general Kazinczy, va capitular al castell el 25 d'agost de 1849.
Del 1876 al 1920, Jibou va formar part del comtat de Szilágy del Regne d'Hongria.
La inauguració del ferrocarril Dej –Jibou– Zalău el 1890, i al llarg de diversos anys fins a Baia Mare, va fer que Jibou es convertís en un important centre ferroviari. A través del desenvolupament de les indústries i la construcció de ferrocarrils, el nombre d'empleats i treballadors va augmentar. No obstant això, l'agricultura va continuar sent la principal branca de l'economia, especialment després de la introducció de cultius alternatius i l'ús de màquines agrícoles. A finals del segle xix a Jibou es van establir moltes famílies jueves, cosa que va fer augmentar el paper d'intercanvi de la localitat. La principal ocupació dels jueus era el comerç; van obrir diverses botigues.

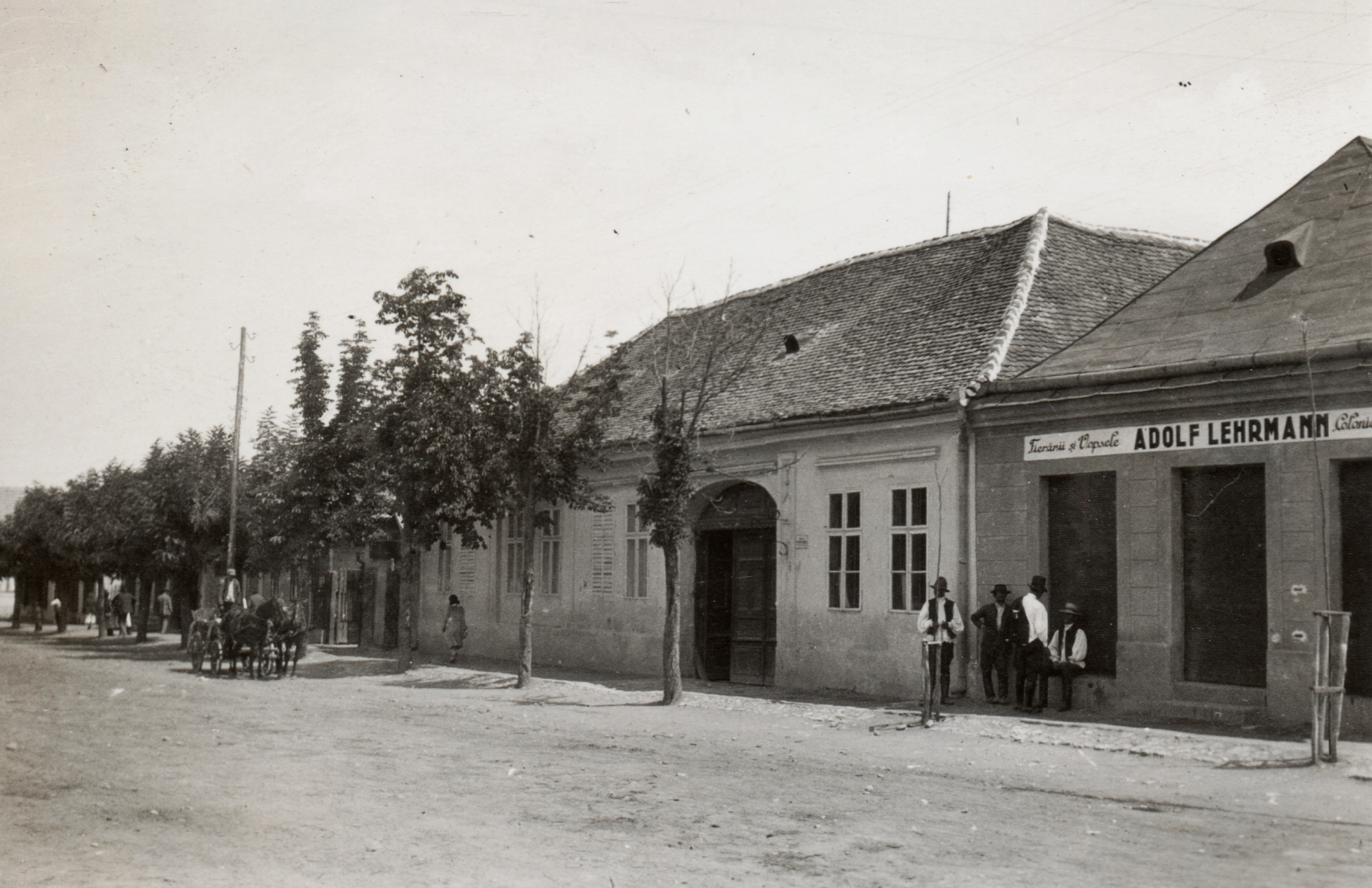
Jibou el 1927

Documents de l'època testimonien que els residents d'aquí han participat en la insurrecció de Bobâlna (1437) i la revolta dirigida per Gheorghe Doja el 1514. Els locals van combatre l'opressió per la il·legalització i els aixecaments locals, que s'han informat tant al segle XVII com al segle xviii. Durant la rebel·lió dirigida per Horea, Cloșca i Crișan el 1784 i durant la revolució del 1848, els serfs de Jibou han estat amb el pensament i els fets al costat d'altres habitants explotats dels assentaments transsilvans, independentment de la nacionalitat. A la Gran Assemblea Nacional d'Alba Iulia (1 de desembre de 1918) també van assistir delegats de Jibou, encapçalats per Gheorghe Petruca. El 16 d'octubre de 1944 entra a Jibou l'exèrcit romanès i allibera la localitat.
El 1950, Jibou es va convertir en una seu del districte de la regió de Cluj; va perdre l'estatut el 1960, quan la seu del districte es va convertir en Zalău. Jibou va ser declarada ciutat el 1968, quan es va adoptar una nova llei administrativa.

## Demografia
Segons el cens de població del 2011, Jibou comptava en aquell moment amb 10.407 habitants, dels quals 5.141 homes i 5.266 dones. La disminució de la població es deu principalment al creixement natural negatiu, però també a l'emigració cap a altres països d'Europa occidental.
Segons el cens del 2011, la població de la ciutat està formada per 8.210 romanesos (9.181 el 2002), a més de 1.192 hongaresos (1.503 el 2002), 584 gitanos (603 el 2002), 5 ucraïnesos (3 el 2002), 3 eslovacs (2 el 2002) i 7 d'altres nacionalitats. De la mateixa manera, 401 persones no han declarat la seva ètnia.
Pel que fa a les confessions religioses, la situació de la població de Jibou el 2011 era la següent: 7.153 ortodoxos (9.044 el 2002), 151 catòlics romans (162 el 2002), 127 grecs catòlics (175 el 2002), 1.088 reformats (1.520 el 2002), 4 unitaris (1 el 2002), 402 baptistes (500 el 2002), 746 pentecostals (560 el 2002), 7 adventistes del setè dia (12 el 2002), 12 evangèlics (8 el 2002), 3 musulmans (2 el 2002), 220 Testimoni de Jehovà, 14 religions més, 11 sense religió (6 el 2002), 5 ateus (2 el 2002) i 460 amb religió no declarada.

## Economia
Amb el pas del temps, Jibou ha mantingut el seu caràcter agrícola i artesanal predominant. Si abans del 1968 només tenia una unitat industrial, l'Estrella Roja (romanès: Steaua Roșie, hongarès: Vörös Csillagot), que produïa articles de fusteria, en els anys següents es van construir i ampliar: la planta de lli, la firma de roba, el fusor de lli, la lleteria, la companyia minera, el dipòsit CFR, seccions de l'empresa Zalau d'armadura industrial de ferro i Steel, Ceràmica Zalău, la Unitat Forestal d'Explotació i Transport, les cooperatives d'artesania el Col·lectiu Artesans i el Progress i altres. Després del 1989, algunes d'aquestes unitats econòmiques han deixat de funcionar, d'altres s'havien reprofilat, adaptant-se d'una manera o altra a l'economia de mercat. L'efecte més preocupant és el gran nombre d'aturats, motiu pel qual recau en el nivell de vida general dels habitants.

### Indústria
Pel que fa a la indústria, Jibou s'ha perfilat amb el temps en determinats sectors de la indústria lleugera, la transformació de la fusta, l'alimentació, l'artesania i la construcció. Les unitats productives tenen petites capacitats de producció, però aprofiten de manera òptima els recursos materials i humans de la zona. En aquest sentit es poden esmentar: Confecții SA, Samtex, Multiprod, Mining Company, Bălănean Mill, la cooperativa Progress, la cooperativa Craftsman, la Cheese Factory, la tipografia Absolut, Clem SRL, Calion Prod, etc.

### Agricultura i silvicultura
Les terres fèrtils del prat i les terrasses d'Unesș van afavorir el cultiu de les principals plantes agrícoles, però també el creixement dels animals. Juntament amb la superfície, apareixen sectors coberts de boscos de fulla caduca, que completen el paisatge natural.

### Comerç
La posició geogràfica de la ciutat va afavorir la disposició d'un mercat de venda de productes industrials i agrícoles, però també d'un mercat d'animals. Hi ha moltes unitats comercials que fabriquen una àmplia gamma de productes, com ara: Bujor SNC, Alfa, But Impex, Bălănean, Tora, Baciu, Paloma, Criss i Consumcoop.

### Serveis
Per satisfer determinades necessitats de la població, hi ha moltes unitats que presten serveis, com ara: Prod Fizeș, Arcada, Consomes, Tinca SRL, la cooperativa Artesans, la cooperativa Progress, que realitzen obres de construcció, fontaneria, calefacció i aigua, fusteria, reparació d'electrodomèstics, tallers de reparació d'automòbils, etc.

### Sistema bancari
La circulació monetària a la ciutat i els voltants és proporcionada pel Banc CEC, el Banc Comercial Romanès, el Banc Romanès per al Desenvolupament, el Tresor i la Cooperativa de Crèdit. En el camp de les assegurances opera les següents unitats: Asirom, Unita i Ardaf.

### Turisme

#### Monuments
- Antiga Església Ortodoxa (1931).

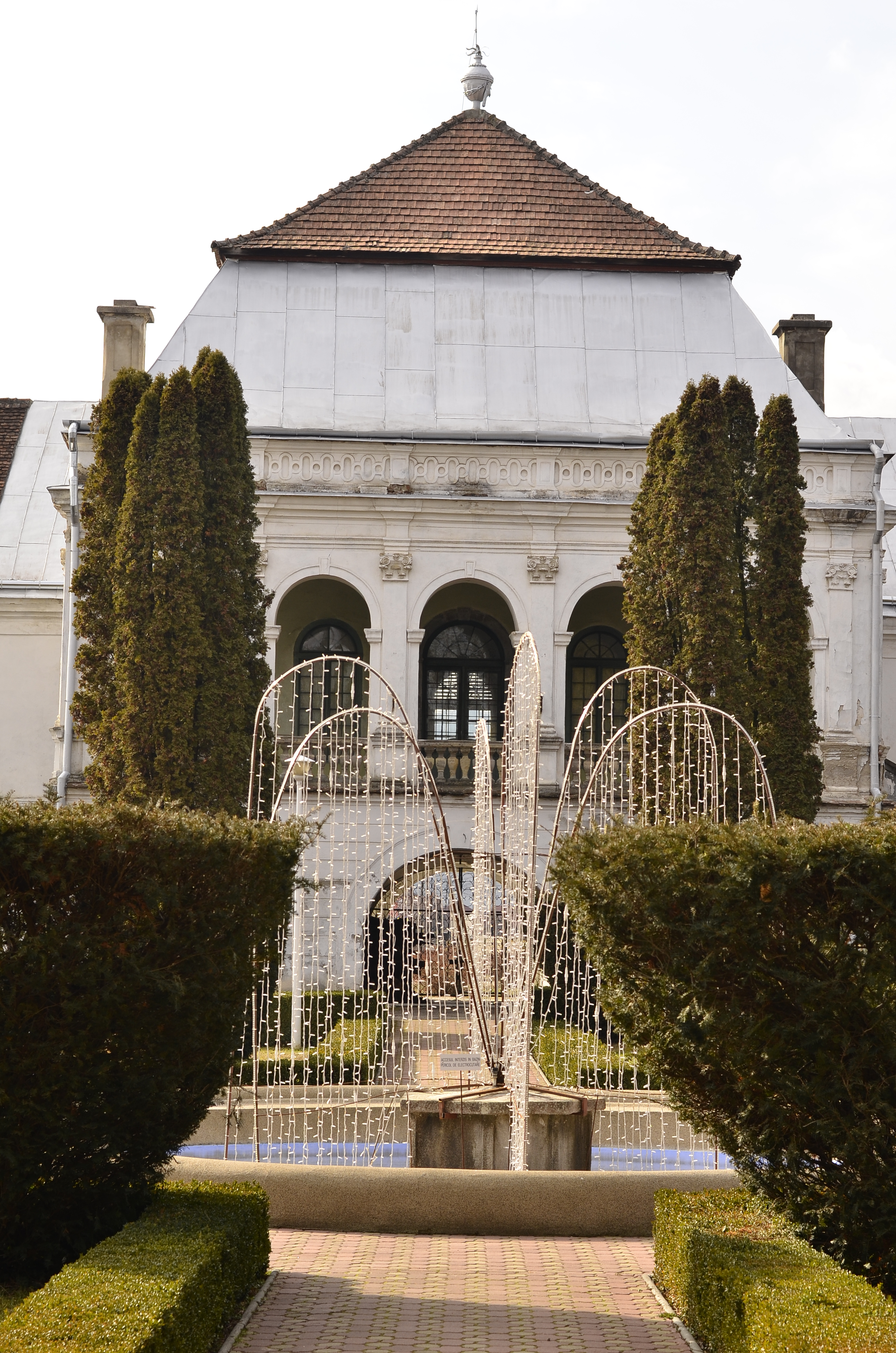
Castell de Wesselényi

- Església ortodoxa de Sant Jordi: construïda entre el 1998 i el 2001,[11] rep el sobrenom de "església d'alta tecnologia" per les seves modernes comoditats (encenser electrònic, calefacció per terra radiant, altar amb control remot).[12]
- Església reformada - cremada pels tàtars el 1658 i per Lobonts el 1705, es va reconstruir el 1749.[13]
- Església Catòlica Romana de l'Assumpció de la Mare de Déu (1886).
- Castell de Wesselényi, al pati del qual està disposat el jardí botànic.
- Castell de Béldy: construït el 1903 per la família Béldy per al seu noi, el castell alberga un hospital neuropsiquiàtric.[14]
- Antic casino (finals del segle XIX).
- Antiga estació de tren (1890), convertida posteriorment en terminal d'autobusos.
- Ajuntament (finals del segle XIX).
- Hospital de la ciutat, abans jutjat (finals del segle XIX).

## Educació
Els registres de l'escola confessional Calvin (reformada) es gestionen a partir del 1746, però la institució és molt més antiga. L'ensenyament estatal data del 1895. Segons el monògraf Petri Mór, aquí funcionava, a finals del segle xix, el primer jardí d'infants de Transsilvània, amb Júlia Teleki com a educadora.
Jibou té tres jardins d'infants, dues escoles secundàries i una escola secundària:
- Ion Agârbiceanu Theoretical High School (establert l'1 de setembre de 1957);
- Institut Tecnològic Octavian Goga (fins al 23 d'octubre de 2001, escola general; fins al 12 de gener de 2012, grup escolar);[16]
- Institut Lucian Blaga (des del 1971).

## Personalitats
- Miklós Wesselényi (1796-1850), estadista
- Ștefan Birtalan (n. 1948), jugador i entrenador d'handbol
- Cornel Damian (n. 1960), clergue catòlic romà

## Clima
Jibou té un clima continental humit (Cfb a la classificació climàtica de Köppen).